# محمد بوسليماني (وزير)
محمد بوسليماني هو سياسي جزائري، شغل منصب وزير الاتصال بـحكومة بن عبد الرحمان بين نوفمبر 2021 حتى سبتمبر 2023.

## نشأته ودراسته
ولد محمد بوسليماني بتاريخ 25 نوفمر 1956 بالعاصمة الجزائر.

### دراسته
حاصل على شهادات منها:
- ليسانس في العلوم السياسية وعلوم الإعلام[1]

## المسار المهني
- صحفي في المجال الرياضي لعدة سنوات.
- متصرف إداري بوزارة الإعلام 1985- 1989 .
- رئيس مكتب بوزارة الإعلام 1989- 1991.
- رئيس مكتب الصحافة الوطنية بالمجلس الأعلى للإعلام 1991-1994.
- رئيس مكتب المجلة الصحفية بوزارة الإتصال 1994-1995
- نائب مدير الصحافة المكتوبة الأجنبية بوزارة الإتصال 1995-1996
- عضو لجنة العمل الإعلامي الموجه نحو الخارج 1995
- نائب مدير العمل الموجه نحو الخارج بوزارة الإتصال والثقافة 1996-1997
- مدير التعاون والتبادل بوزارة الإتصال والثقافة 1998- 2004.
- مدير التعاون والتبادل بوزارة الإتصال 2004-2011.
- أمين عام وزارة الإتصال 2011-2013
- وزير الإتصال نوفمبر 2021 - سبتمبر 2023.

## نشاطات متنوعة
- عضو اللجنة الوزارية المتعددة الأطراف، مكلف بالتغطية الإعلامية نحو الخارج.
- عضو اللجنة الدائمة لخبراء الإعلام العرب في جامعة الدول العربية.
- نشاطات و مساهمات صحفية في مجالات متعددة من بينها: الرياضة، العلاقات الدولية...  بالإضافة إلى مشاركات متنوعة في الملتقيات الوطنية والدولية في مجال الإعلام والإتصال.